# تری‌فلوئورومتیل هیپوفلوئوریت
تری‌فلوئورومتیل هیپوفلوئوریت (به انگلیسی: Trifluoromethyl hypofluorite) با فرمول شیمیایی OCF
۴ یک ترکیب شیمیایی است. که جرم مولی آن ۱۰۴٫۰۰۴۰۱۲ می‌باشد. شکل ظاهری این ترکیب، گاز بی‌رنگ است.